# Night and Day (Willie Nelson)
Night and Day è un album in studio del cantante statunitense Willie Nelson, pubblicato nel 1999.
Si tratta di un album jazz.

## Tracce
1. Vous et Moi - 4:12
2. Nuages - 3:39
3. Night and Day - 4:32
4. Over the Waves - 4:03
5. All the Things You Are - 2:31
6. Sweet Georgia Brown - 3:39
7. September in the Rain - 3:20
8. Gypsy - 3:10
9. Honeysuckle Rose - 3:33
10. Bandera - 2:43